# Amtsgericht Marienberg

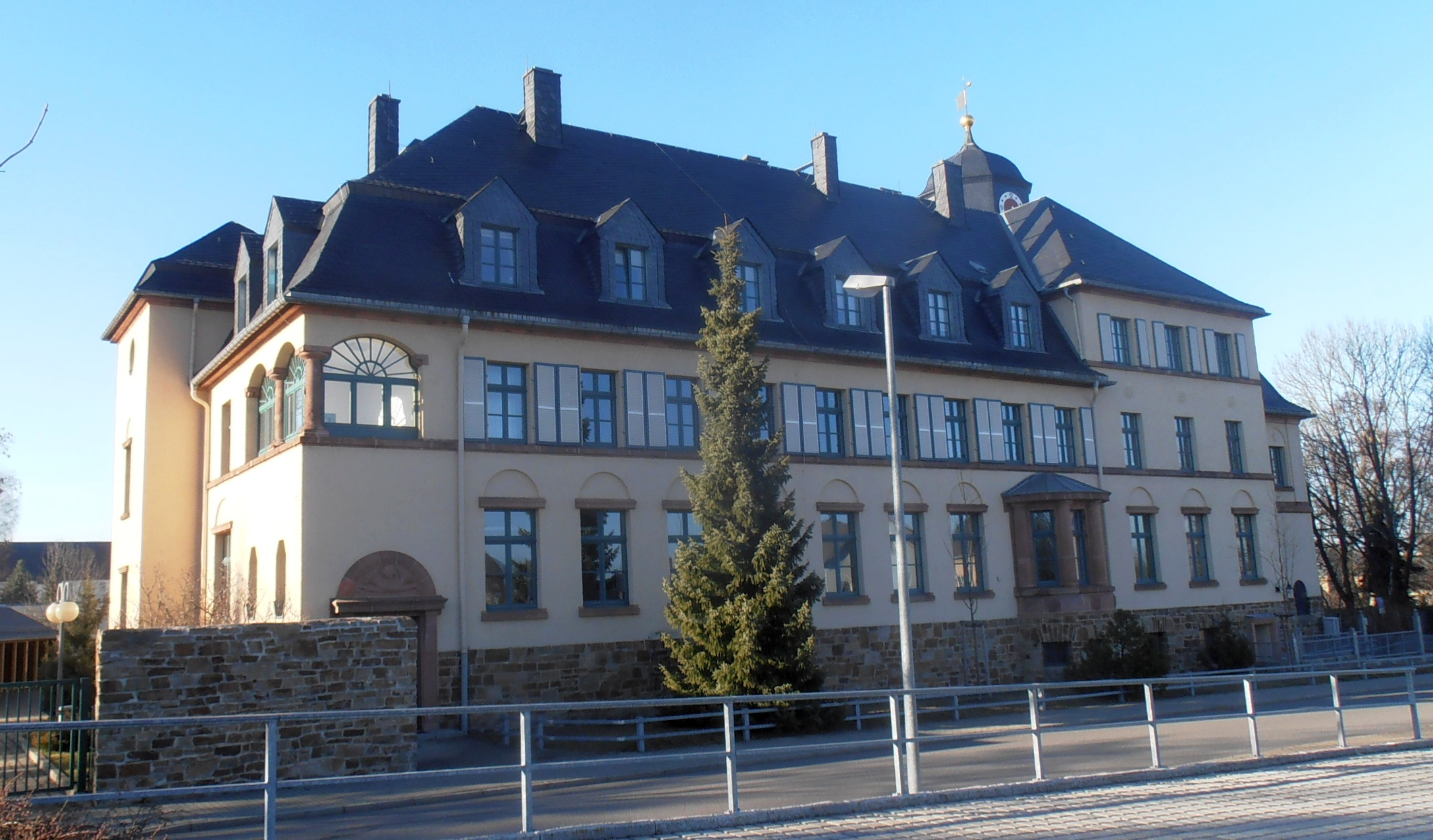
Amtsgerichtsgebäude, Blick von Südwesten (2014)

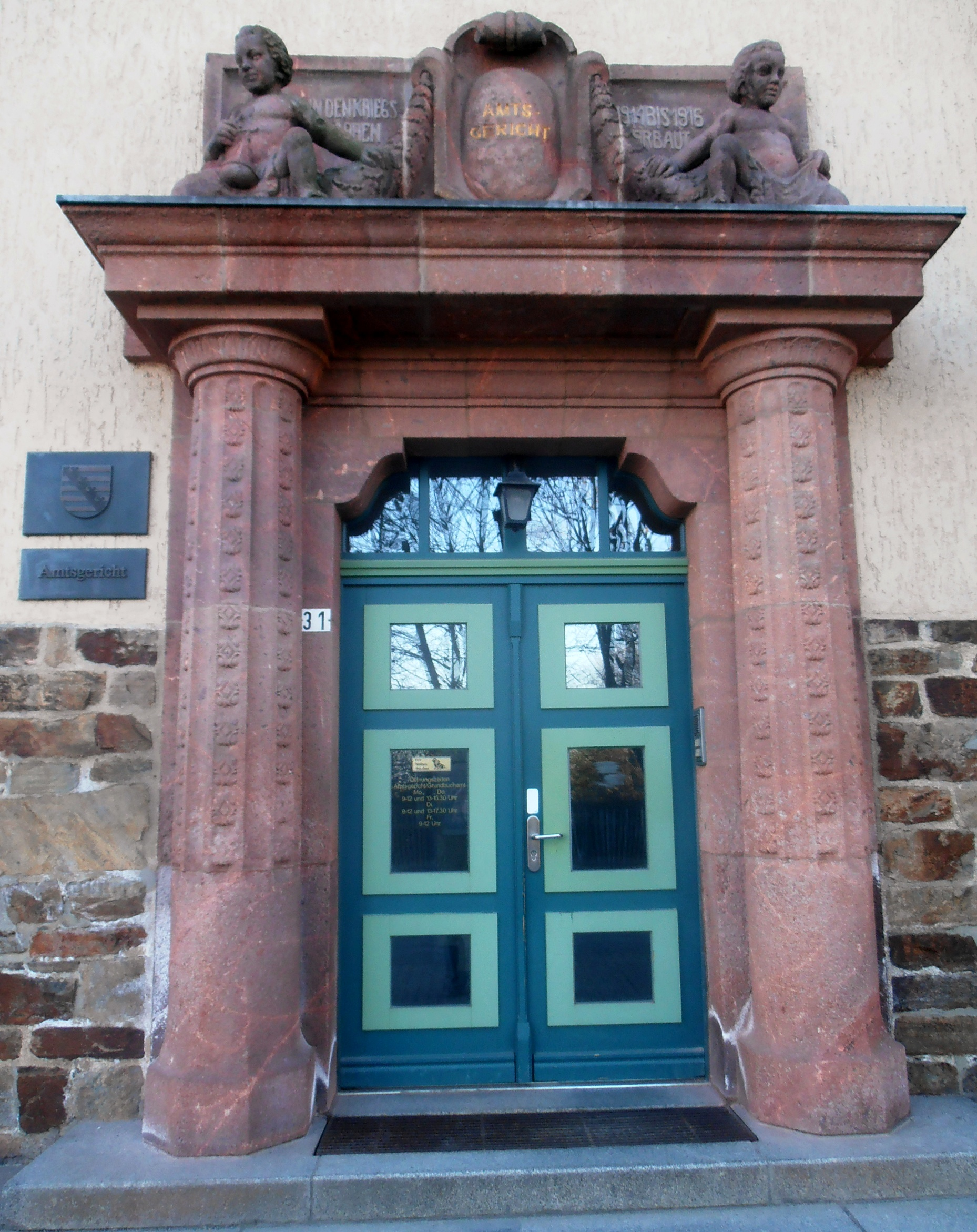
Eingangsportal (2014)

Das Amtsgericht Marienberg ist ein Gericht der ordentlichen Gerichtsbarkeit und eines von insgesamt 25 Amtsgerichten im Freistaat Sachsen.

## Gerichtssitz und -bezirk
Der Gerichtsbezirk des Amtsgerichtes Marienberg umfasst das Gebiet des ehemaligen Mittleren Erzgebirgskreises und des ehemaligen Landkreises Annaberg, dessen Amtsgericht am 31. Dezember 2012 im Rahmen einer Justizreform aufgelöst wurde (§ 1 Abs. 4, Anlage Nr. 17 Sächsisches Justizgesetz). Das Gericht hat seinen Sitz in Marienberg, Zschopauer Straße 31.

## Übergeordnete Gerichte
Dem Amtsgericht Marienberg ist das Landgericht Chemnitz unmittelbar übergeordnet. Zuständiges Oberlandesgericht ist das Oberlandesgericht Dresden.

## Geschichte
In Marienberg bestand bis 1879 das Gerichtsamt Marienberg als Eingangsgericht. Im Rahmen der Reichsjustizgesetze wurden 1879 im Königreich Sachsen die Gerichtsämter aufgehoben und Amtsgerichte, darunter das Amtsgericht Marienberg, geschaffen. Der Gerichtssprengel umfasste Marienberg mit Gebirge, Dörfel, Gelobtland, niederem und oberem Hüttengrund, Wüstenschletta, Hirschstein, Jüdenhain und Mooshaide, Boden mit Judenstein und Hirschleithemühle, Großrückerswalde mit Teichvorwerk, Wolfsberg, Oberschindelbach und Schwäbens Vorwerk, Kühnhaide mit Herrenhaide und Bierhöfe, Laute, Mauersberg mit Bodenberg, Haidehäuser und Hirschleithe, Niederschmiedeberg, Reitzenhain mit Stengelhaide und Wildhäusern, Rückerswalde mit Fichtenbach, neuen Häusern und Scheidebach, Satzung mit neuem Anbau, Schindelbach und das Kühnhaider, Marienberger und Rückerswalder (anteilig) Forstrevier. Das Amtsgericht Sayda war eines von 14 Amtsgerichten im Bezirk des Landgerichtes Freiberg. Der Amtsgerichtsbezirk umfasste danach 13.099 Einwohner. Das Gericht hatte damals eine Richterstelle und war ein kleines Amtsgericht im Landgerichtsbezirk. Zum 1. Juli 1883 wurde Lauterbach vom Amtsgericht Zöblitz dem Amtsgericht Marienberg zugewiesen. Das Amtsgericht Zöblitz wurde 1943 stillgelegt und das Amtsgericht Marienberg übernahm dessen Sprengel. Im Jahre 1944 wurde das Amtsgericht Olbernhau Zweiggericht des Amtsgerichtes Marienberg.
Mit der Verordnung zur Änderung von Gerichtsbezirken im Lande Sachsen vom 5. Mai 1951 wurden die Gerichtsbezirke in der DDR an die Landkreise angepasst. Der Sprengel des Amtsgerichtes Marienberg war damit der Kreis Marienberg. Mit dem Gerichtsverfassungsgesetz vom 2. Oktober 1952 wurde das Amtsgericht Marienberg aufgehoben und das Kreisgericht Marienberg an seiner Stelle eingerichtet. Gerichtssprengel blieb der Kreis Marienberg. Nach dem Zusammenbruch der DDR wurden das Amtsgericht Marienberg 1992 erneut eingerichtet, nun aber dem Landgericht Chemnitz zugeordnet.